# John Gobbi
John Gobbi (Faido, 25 settembre 1981) è un ex hockeista su ghiaccio e dirigente sportivo svizzero con cittadinanza italiana.

## Carriera

### Club
Difensore offensivo, crebbe nel settore giovanile dell'HC Ambrì-Piotta, ed esordì in prima squadra non ancora diciottenne nella stagione 1998-1999, stagione in cui la squadra conquistò la Supercoppa IIHF. Con la squadra ticinese rimase fino alla stagione 2003-2004, totalizzando 201 incontri disputati, con 4 reti e 11 assist.
Nel corso delle stagioni fu ceduto in prestito ad alcune formazioni della Lega Nazionale B: per due anni all'HC Sierre (24 presenze con 2 reti e 6 assist) e per un incontro al Lausanne HC. Nel corso della stagione 2002-2003 Gobbi disputò cinque partite con la maglia dell'HC Bolzano, squadra del campionato italiano, segnando anche una rete.
In vista della stagione 2004-2005 Gobbi fu ingaggiato dal Genève-Servette Hockey Club, formazione con cui raggiunse la finale dei playoff in occasione del campionato 2009-2010, nella quale furono sconfitti dal SC Bern. Nelle sette stagioni da lui disputate con la maglia dei ginevrini, Gobbi giocò ben 369 partite, raccogliendo 38 marcature ed 81 assist offerti ai compagni. Sempre nell'annata 2009-10 Gobbi segnò il proprio record personale di 27 punti nell'arco della stagione, 10 dei quali nei playoff.
Nell'estate del 2011 la squadra lo vendette agli ZSC Lions di Zurigo, con un contratto valido fino al 2015, vincendo nella stagione 2011-12 il suo primo titolo nazionale. Il 20 novembre 2012 fu ceduto in prestito fino al termine della stagione all'Ambrì-Piotta, la squadra con cui fece il proprio esordio in LNA.
Nel 2013 accettò un contratto biennale con la formazione neopromossa in LNA del Lausanne HC, diventandone, dopo una sola stagione, capitano. Dopo aver militato per cinque stagioni nella compagine romanda, appena i pattini al chiodo al termine della stagione 2017-2018, accettando al contempo di assumere una mansione dirigenziale nello stesso Losanna.

### Nazionale
John Gobbi esordì nel corso di alcune amichevoli con la nazionale svizzera nel 2007. Tuttavia l'esordio in una competizione ufficiale giunse solo in occasione dei campionati mondiali del 2011 organizzati in Slovacchia, quando fu chiamato a sostituire l'allora compagno di squadra Goran Bezina. In totale fra amichevoli ed eventi ufficiali John Gobbi vanta 29 presenze in nazionale, con una rete e due assist.

## Statistiche
Statistiche aggiornate ad aprile 2012.

### Club
| Stagione  | Squadra          | Stagione regolare | Stagione regolare | Stagione regolare | Stagione regolare | Stagione regolare | Stagione regolare | Playoff | Playoff | Playoff | Playoff | Playoff |
| Stagione  | Squadra          | Lega              | P                 | G                 | A                 | Pt                | PIM               | P       | G       | A       | Pt      | PIM     |
| --------- | ---------------- | ----------------- | ----------------- | ----------------- | ----------------- | ----------------- | ----------------- | ------- | ------- | ------- | ------- | ------- |
| 1997-1998 | Ambrì-Piotta U20 | Elite Jr. A       | 25                | 2                 | 4                 | 6                 | 38                |         |         |         |         |         |
| 1998-1999 | Ambrì-Piotta U20 | Elite Jr. A       | 33                | 6                 | 7                 | 13                | 84                | 2       | 0       | 0       | 0       | 8       |
|           | Ambrì-Piotta     | NLA               | 0                 | 0                 | 0                 | 0                 | 0                 | 6       | 0       | 0       | 0       | 2       |
|           | Sierre           | NLB               | 2                 | 0                 | 0                 | 0                 | 0                 | -       | -       | -       | -       | -       |
| 1999-2000 | Ambrì-Piotta U20 | Elite Jr. A       | 22                | 4                 | 2                 | 6                 | 56                | -       | -       | -       | -       | -       |
|           | Ambrì-Piotta     | NLA               | 14                | 0                 | 0                 | 0                 | 4                 | 9       | 0       | 0       | 0       | 0       |
| 2000-2001 | Ambrì-Piotta U20 | Elite Jr. A       | 6                 | 0                 | 3                 | 3                 | 10                | 1       | 0       | 0       | 0       | 0       |
|           | Ambrì-Piotta     | NLA               | 44                | 0                 | 1                 | 1                 | 30                | -       | -       | -       | -       | -       |
|           |                  | Playout           | 5                 | 0                 | 0                 | 0                 | 0                 | -       | -       | -       | -       | -       |
|           | Lausanne         | NLB               | 1                 | 0                 | 0                 | 0                 | 0                 | -       | -       | -       | -       | -       |
| 2001-2002 | Ambrì-Piotta     | NLA               | 17                | 1                 | 1                 | 2                 | 14                | 6       | 0       | 0       | 0       | 4       |
|           | Sierre           | NLB               | 22                | 2                 | 6                 | 8                 | 58                | -       | -       | -       | -       | -       |
| 2002-2003 | Ambrì-Piotta     | NLA               | 41                | 0                 | 3                 | 3                 | 28                | 4       | 0       | 0       | 0       | 2       |
| 2003-2004 | Ambrì-Piotta     | NLA               | 48                | 2                 | 6                 | 8                 | 54                | 7       | 1       | 0       | 1       | 18      |
| 2004-2005 | Genève-Servette  | NLA               | 44                | 8                 | 9                 | 17                | 68                | 4       | 0       | 1       | 1       | 6       |
| 2005-2006 | Genève-Servette  | NLA               | 43                | 5                 | 3                 | 8                 | 64                | -       | -       | -       | -       | -       |
|           |                  | Playout           | 6                 | 2                 | 0                 | 2                 | 4                 | -       | -       | -       | -       | -       |
| 2006-2007 | Genève-Servette  | NLA               | 44                | 3                 | 9                 | 12                | 87                | 5       | 0       | 1       | 1       | 2       |
| 2007-2008 | Genève-Servette  | NLA               | 50                | 4                 | 9                 | 13                | 106               | 16      | 6       | 4       | 10      | 20      |
| 2008-2009 | Genève-Servette  | NLA               | 50                | 4                 | 11                | 15                | 92                | 4       | 0       | 1       | 1       | 8       |
| 2009-2010 | Genève-Servette  | NLA               | 32                | 2                 | 15                | 17                | 32                | 20      | 2       | 8       | 10      | 38      |
| 2010-2011 | Genève-Servette  | NLA               | 45                | 3                 | 10                | 13                | 78                | 6       | 0       | 0       | 0       | 4       |
| 2011-2012 | ZSC              | NLA               | 41                | 1                 | 4                 | 5                 | 42                | 9       | 0       | 0       | 0       | 0       |

### Nazionale
| Stagione  | Livello           | Risultati     | Risultati | Risultati | Risultati | Risultati | Risultati |
| Stagione  | Livello           | Competizione  | P         | G         | A         | Pt        | PIM       |
| --------- | ----------------- | ------------- | --------- | --------- | --------- | --------- | --------- |
| 2007-2008 | Switzerland (all) | International | 3         | 0         | 0         | 0         | 0         |
| 2008-2009 | Switzerland (all) | International | 6         | 1         | 1         | 2         | 0         |
| 2009-2010 | Switzerland (all) | International | 5         | 0         | 0         | 0         | 8         |
| 2010-2011 | Switzerland       | WC            | 3         | 0         | 0         | 0         | 0         |
|           | Switzerland (all) | International | 12        | 0         | 1         | 1         | 2         |
| 2011-2012 | Switzerland (all) | International | 3         | 0         | 0         | 0         | 0         |

## Palmarès

### Club
- Campionato svizzero: 1

 ZSC Lions: 2011-12
- Supercoppa IIHF: 1

 Ambrì-Piotta: 1999